# Lindlarův katalyzátor
Lindlarův katalyzátor je katalyzátor využívaný k přípravě cis-alkenů z alkynů. Za normálních podmínek totiž není možné katalytickou hydrogenaci zastavit na prvním stupni a alkyn se redukuje až na alkan.

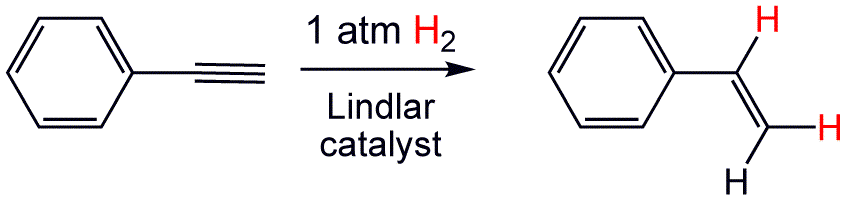
Příklad hydrogenace katalyzované Lindlarovým katalyzátorem

Složení katalyzátoru je 5 % palladia na uhličitanu vápenatém (CaCO3) s přídavkem octanu olovnatého ((CH3COO)2Pb) a případně chinolinu, které katalyzátor "otráví" a reakce se zastaví u alkenu.
Při reakci vzniká z ≥95 % cis-alken.